# Vyšný Komárnik
Vyšný Komárnik (węg. Felsö-Komárnok lub Felsö-Komarnyik, rus. Вышній Комарник) – wieś (obec) na Słowacji w kraju preszowskim, powiecie Svidník.
Vyšný Komárnik leży w Beskid Niskim, w górnym odcinku rzeki Ladomirki. Od południa miejscowość graniczy z wsią Nižný Komárnik, od północy z polskim Barwinkiem.

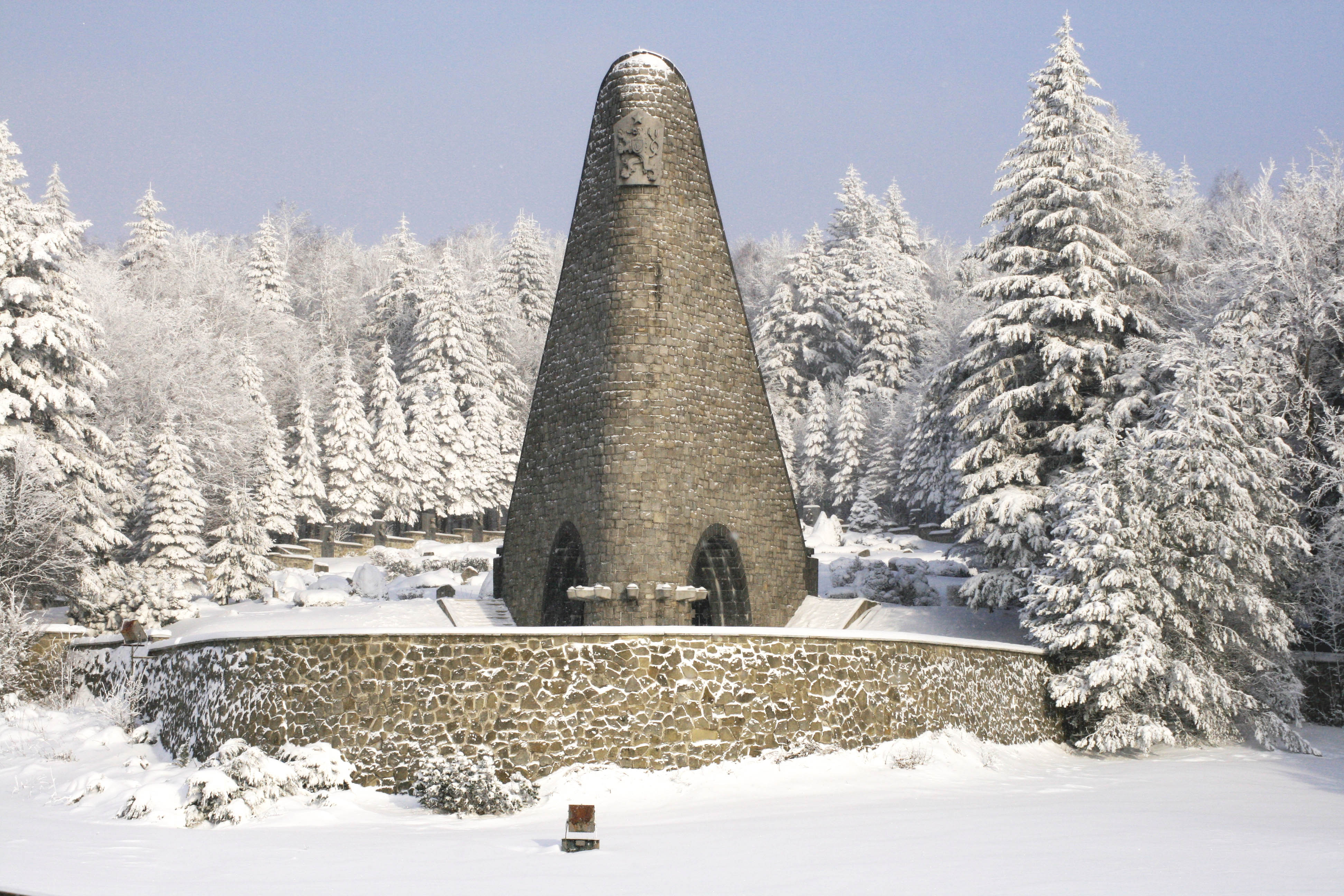
Pomnik poświęcony operacji dukielsko-preszowskiej znajdujący się na terenie gminy, w pobliżu granicy z Polską

## Historia
Vyšný Komárnik położony jest w historycznym kraju Szarysz na szlaku handlowym z Węgier do Polski. Pierwsze wzmianki o wsi pochodzą z 1600 roku. Do roku 1918 wieś znajdowała się w królestwie węgierskim w hrabstwie szaryskim. Od północy graniczyła z Galicją. We wsi znajduje się drewniana greckokatolicka cerkiew filialna z 1924 roku.
Podczas II wojny światowej Vyšný Komárnik był pierwszą gminą na terenie Czechosłowacji wyzwoloną spod okupacji niemieckiej przez I Czechosłowacki Korpus Armijny, miało to miejsce 6 października 1944 roku w ramach tzw. operacji dukielsko-preszowskiej. Zniszczona wieś została odbudowana i otrzymała Order Czerwonej Gwiazdy.

## Transport
Przez wieś przebiega droga krajowa nr 73 E371 – słowacka kontynuacja polskiej drogi krajowej nr 19, na której, na północ od wsi, do momentu podpisania przez Polskę i Słowację układu z Schengen, znajdowało się drogowe przejście graniczne Vyšný Komárnik – Barwinek.